# Peder Rasch
Bent Peder Benjamin Rasch (* 31. Mai 1934 in Kopenhagen; † 26. November 1988 in Vancouver, Kanada) war ein dänischer Kanute.

## Erfolge
Peder Rasch nahm an den Olympischen Spielen 1952 in Helsinki im Zweier-Canadier auf der 1000-Meter-Strecke teil. Zusammen mit Finn Haunstoft gewann er den ersten Vorlauf und qualifizierte sich so für das Finale. Sie erreichten dabei elf Sekunden vor Jan Brzák-Felix und Bohumil Kudrna das Ziel. Im Endlauf waren Rasch und Haunstoft erneut das schnellste Team, als sie nach 4:38,3 Minuten das Rennen als Erste beendeten und Olympiasieger wurden. Erneut schlugen sie die Tschechoslowaken Brzák-Felix und Kudrna, die diesmal vier Sekunden nach den Dänen das Ziel als Zweite erreichten. Dritte wurden die Deutschen Egon Drews und Wilfried Soltau.